# Venas auditivas internas
Las venas auditivas internas o venas del laberinto (TA: venae labyrinthi) son varias pequeñas venas que pasan por el conducto auditivo interno, desde el caracol hacia los senos petroso inferior y transverso.

## Trayecto
Pequeños vasos venosos que acompañan a las arterias correspondientes y que reciben a aquellas del caracol en la base del núcleo central (también llamado columela [columella] o modiolus) se unen para formar las venas auditivas internas, las cuales terminan en la parte posterior del seno petroso superior o en el seno transverso.